# Nossa Senhora de Gietrzwałd
Nossa Senhora de Gietrzwałd é o título sob o qual é invocada a Virgem Maria no santuário mariano de Gietrzwałd, na Polônia. A devoção começou com um ícone venerado na igreja da aldeia datado do século XVI e se expandiu após as aparições marianas, ocorridas em 1877 nos arredores do santuário, e relatadas por duas jovens polacas: Barbara Samulowska e Justyna Szafranska.
A Igreja Católica deu vários sinais de reconhecimento oficial deste culto e da sua importância para a Igreja: em 1967, em nome do Papa Paulo VI, os cardeais Stefan Wyszyński e Karol Wojtyła (futuro Papa João Paulo II) coroaram solenemente a imagem da Virgem de Gietrzwałd; em 1970, Paulo VI elevou o santuário mariano à categoria de basílica menor, e em 1977, por ocasião do centenário das aparições, dom Józef Drzazga, reconheceu as aparições marianas como autênticas. Anualmente, cerca de um milhão de peregrinos visitam sua basílica.

## Histórico

### Primeiras devoções

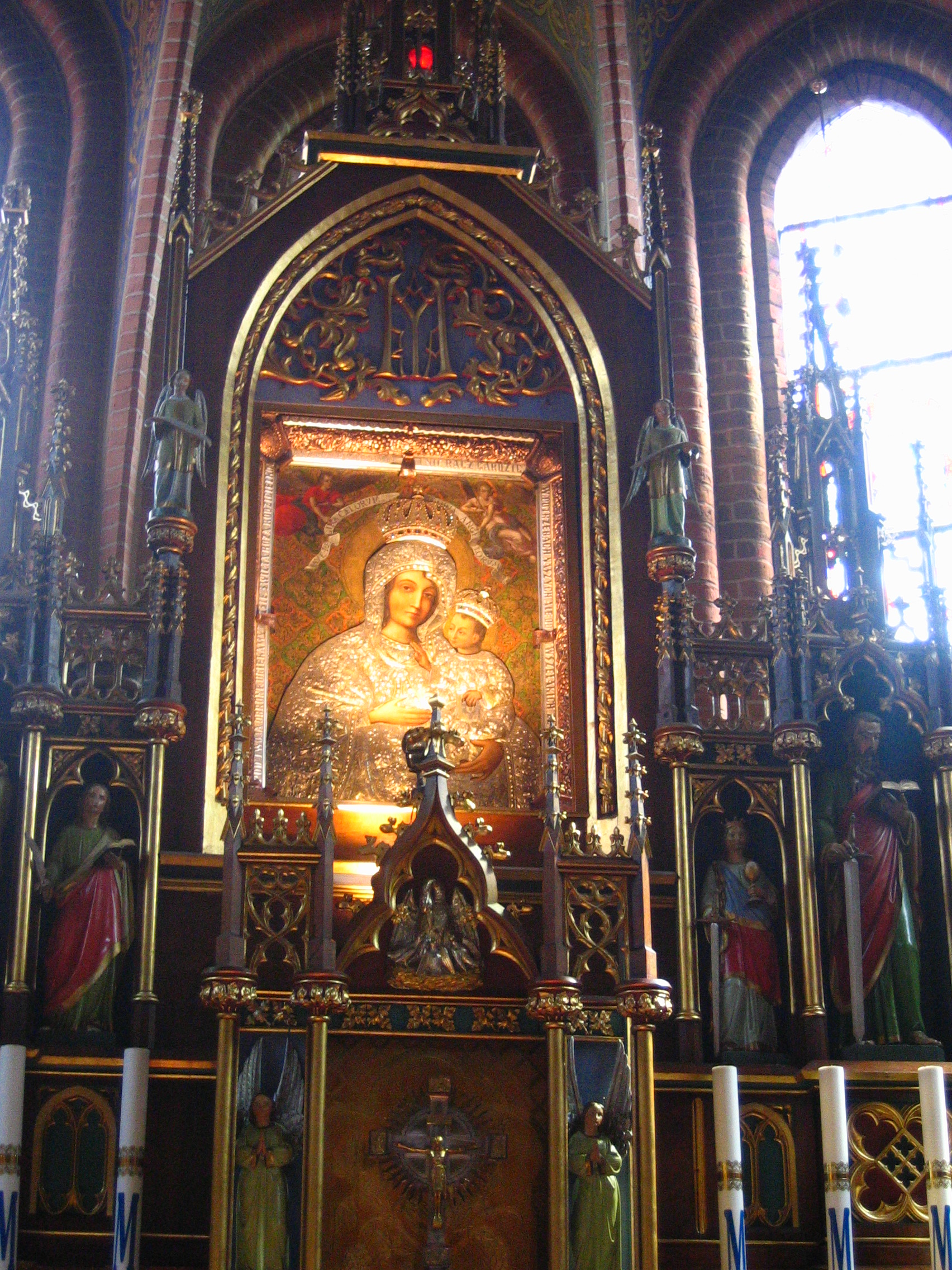
O ícone da Virgem Maria centralizado no altar da igreja

A data da construção da primeira igreja em Gietrzwałd não é conhecida. O primeiro vestígio histórico de um local de culto remonta aos anos 1404-1409: o padre de Gietrzwałd era o padre Jan Sterchen. Isto significa que naquela época provavelmente existia uma igreja ou capela na aldeia. A primeira igreja documentada é aquela que foi consagrada em 31 de março de 1500 pelo bispo Jan Wilde. A igreja foi construída em estilo gótico com tijolos, de nave única e base em pedra local. O teto era plano e feito de madeira. A igreja foi dedicada à "Natividade da Bem-Aventurada Virgem Maria". Mais tarde, esta mesma igreja foi dedicada a São João Evangelista e aos apóstolos São Pedro e São Paulo. Em 20 de setembro de 1580, Marcin Kromer consagrou o altar-mor. No final do século XVI, a igreja foi renovada e reconstruída em estilo renascentista.
A fé mariana em Gietrzwałd remonta ao século XIV. Originalmente, estava ligado a uma pietà localizada na igreja, depois a partir do século XVI um ícone no estilo hodegétria, representando a Virgem com o Menino Jesus nos braços. Esta pintura ainda está presente na igreja e é objeto de devoção por parte dos fiéis. Os numerosos ex-votos que rodeiam o ícone testemunham o fervor dos habitantes pela Mãe de Deus desde os primeiros séculos. As primeiras informações sobre a pintura e o culto foram escritas pelo bispo Martin Kromer em 1583. Registros de visitação posteriores mostram que o culto até meados do século XIX era de caráter local no santuário.

### Aparições marianas
De 27 de junho a 16 de setembro de 1877, duas jovens polonesas, Barbara Samulowska, de 12 anos, e Justyna Szafranska, de 13, relataram ter visto a Virgem Maria numa árvore perto da igreja. Logo que começaram a rezar o Rosário, viram uma "brilhante Senhora" sentada num trono, com o Menino Jesus em suas mãos, e rodeada de anjos. Segundo as videntes, a Virgem Maria convida os fiéis a rezarem o terço todos os dias para que "a Igreja da Polônia não continuasse a ser perseguida pelas autoridades políticas". No total, o número de aparições marianas foram estimadas em mais de 160. A nível político, elas contribuíram para uma renovação do "sentimento nacionalista polaco". No meio religioso, elas levaram a "um renascimento da vida religiosa" e a um fervoroso culto mariano em terras polonesas.
As aparições de Gietrzwałd foram investigadas pelas autoridades eclesiásticas antes mesmo de terminarem. Elas ocorreram num contexto de forte tensão entre a autoridade política do Império Alemão e as autoridades da Igreja Católica Polaca. A criação do Kulturkampf, uma política que visava germanizar esta região com uma grande população polaca, dificultou muito o diálogo entre o poder político e as autoridades religiosas. A tensão política foi a causa das expulsões de numerosos religiosos, sacerdotes e até bispos.

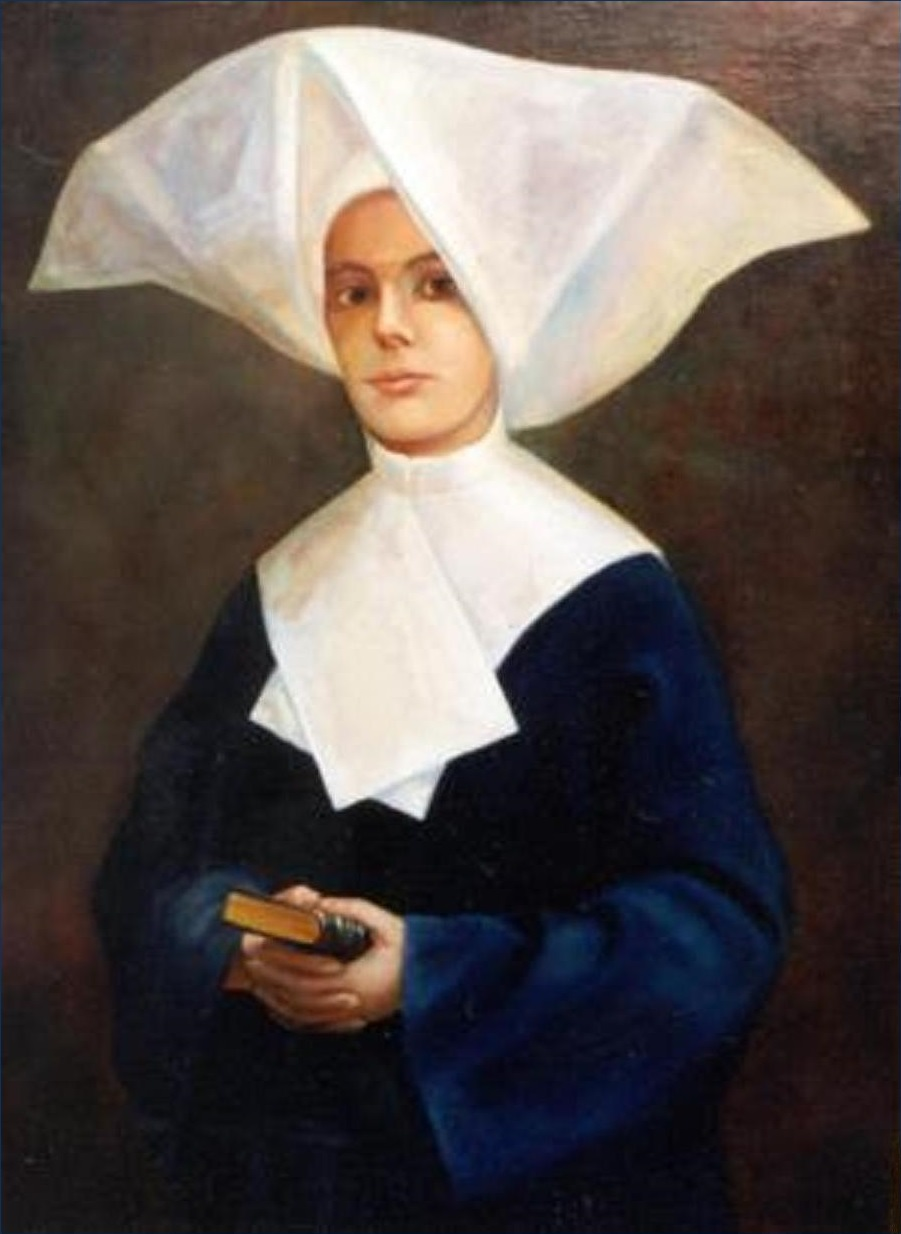
A serva de Deus Barbara Samulowska, vestida com o hábito de sua congregação

Apesar de uma investigação canônica favorável, o bispo de Vármia não emitiu o reconhecimento oficial das aparições, mas permitiu que o culto se desenvolvesse sem intervenções. A aprovação eclesiástica só veio um século depois, no dia 11 de setembro de 1977, pelas mãos de dom Józef Drzazga, então bispo de Vármia, durante uma grande celebração em comemoração ao centenário das aparições, diante de grandes figuras do episcopado polaco.
Após as aparições, as duas videntes ingressaram nas Filhas da Caridade de São Vicente de Paulo. Barbara, torna-se Irmã Stanislawa durante a sua profissão religiosa. Foi como missionária para a Guatemala, onde morreu em 1950 em fama de santidade. Sua causa de beatificação foi iniciada em 2005 e concluída no ano seguinte.
Quanto a Justyna, ela deixou a vida religiosa em 1897, casou-se e morreu em completo anonimato. Até hoje, nada se sabe sobre o resto de sua vida ou onde ela está enterrada.
A Virgem de Gietrzwałd é particularmente celebrada no dia 27 de junho, aniversário das aparições.

## Peregrinações e reconhecimento
No século XIX, devido ao aumento das romarias, a igreja existente tornou-se demasiado pequena. Uma primeira ampliação e reforma ocorreram nos anos 1863-1869, conduzida pelo padre Józef Jordan, pároco de Gietrzwałd.
As aparições marianas de 1877 provocaram um afluxo de fiéis e um aumento das peregrinações nos anos seguintes. Em 16 de setembro de 1877, durante as últimas aparições marianas, cerca de 15.000 pessoas se reuniram em torno das duas videntes para testemunhar a aparição mariana. Este novo afluxo de peregrinos levou o novo sacerdote, padre P. Augustyn Weichsel, a realizar uma nova ampliação do santuário entre os anos 1878-1884. Esta expansão da igreja foi realizada de acordo com os planos do arquiteto Arnold Güldenpfennig, que deu à igreja a sua forma atual.
No dia 10 de setembro de 1967, em nome do Papa Paulo VI, os cardeais Stefan Wyszyński e Karol Wojtyła (futuro Papa João Paulo II) coroam solenemente o ícone mariano de Gietrzwałd. Em 2 de fevereiro de 1969, uma segunda coroação aconteceu após as coroas serem roubadas.

## A Basílica de Gietrzwałd

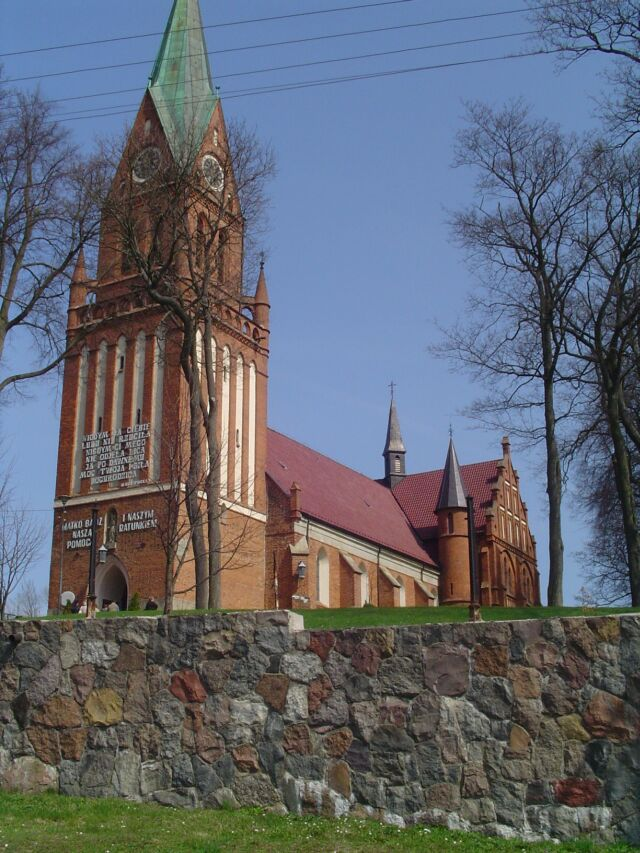
A Basílica da Natividade da Virgem em Gietrzwałd, Polônia

A Basílica da Natividade da Virgem é uma igreja construída em Gietrzwałd na Polônia, antes do século XV. Foi ampliado várias vezes até finais do século XIX,  altura em que o arquitecto Arnold Güldenpfennig lhe deu a sua forma final.
Esta igreja é conhecida por ser um local de devoção mariana com o nome de "Nossa Senhora de Gietrzwałd", na sequência da instalação de um ícone no século XVI na igreja. Este culto mariano local se expandiu em 1877, após as aparições marianas que ocorreram nos arredores da igreja. Durante o século XX, as autoridades católicas concederam marcas de reconhecimento ao santuário polaco e as aparições relacionadas. Em 2 de fevereiro de 1970, o Papa Paulo VI elevou o templo à categoria de basílica menor.
Em 2017, o número de visitantes foi estimado pelas autoridades da basílica em um milhão de peregrinos por ano.